# Sehnsucht (album)
Sehnsucht – drugi album studyjny niemieckiego zespołu Rammstein. Płyta ukazała się 25 sierpnia 1997 roku. Autorem oprawy graficznej albumu był Gottfried Helnwein.
Na początku polskiego wydania płyty wokalista Till Lindemann wita się ze słuchaczami po polsku: „Halo. Cześć, jesteśmy Rammstein. Pozdrawiamy całą Polskę i życzymy wielu miłych wrażeń przy słuchaniu naszej nowej płyty pod tytułem Sehnsucht”.
Album w Polsce uzyskał status złotej płyty.

## Lista utworów
1. „Sehnsucht” – 4:05
2. „Engel” – 4:25
3. „Tier” – 3:48
4. „Bestrafe mich” – 3:37
5. „Du hast” – 3:56
6. „Bück dich” – 3:23
7. „Spiel mit mir” – 4:46
8. „Klavier” – 4:26
9. „Alter Mann” – 4:25
10. „Eifersucht” – 3:37
11. „Küss mich (Fellfrosch)” – 3:29

## Utwory

### Du Hast
Tytuł utworu „Du hast” pisany jest przez jedno „s”, oznacza masz (w sensie czasownika posiłkowego czasu przeszłego perfekt), lecz tekst refrenu piosenki jest grą słów, sugerującą wyrażenie podobne brzmieniowo, jednak pisane inaczej: du hasst (nienawidzisz), o tym że w tekście tak naprawdę pojawia się du hasst świadczyć może fakt że zespół nagrał oficjalne angielskie wersje utworów „Du hast” i „Engel”; w angielskiej wersji „Du hast” w refrenie, jak i poza nim tekst brzmi:
„You
You hate
You hate me(...)”
(W języku ang. hate = nienawidzić, nienawiść)
Co pokazuje, że w niemieckiej wersji znajdują się słowa du hasst (nienawidzisz).

### Tier
„Tier” opowiada o pedofilii.

### Spiel mit mir
Tekst opowiada o kazirodztwie

### Klavier
„Klavier” rytmicznie jest to jeden z wolniejszych utworów w historii grupy, zbudowany z 3 części. Przewodzi mu prosta w formie gitara akustyczna stosowana naprzemiennie z „ciężkim” przesterowanym brzmieniem gitary elektrycznej, która przewodzi krótszej części drugiej na podbudowie perkusji (perkusista skupia się na rytmie wybijając tzw. czwórki), temat powtarza się do trzeciej części utworu z wysuniętą na przód partią instrumentów klawiszowych. Całość kończy partia gitary akustycznej.

### Bück dich
Wykonanie tego utworu na żywo podczas koncertu Rammstein w Berlinie w 1999 wywołało sporo kontrowersji. Po tym, jak rozległy się słowa Bück dich!, keyboardzista zespołu, Christian Lorenz schylił się przed wokalistą, Tillem Lindemannem, a ten wyjął sztuczny członek, z którego obficie lała się substancja imitująca spermę. Muzycy odgrywali tę scenę regularnie na koncertach grupy. 5 czerwca tego samego roku po koncercie w Worcester (Massachusetts), Lindemann i Lorenz zostali tymczasowo aresztowani i ukarani grzywną 200 dolarów.
„Bück dich” nie było grane na koncertach od 2002 aż do 2011. Zespół ponownie włączył do repertuaru ten utwór na trasie Made In Germany.
Z tego powodu kiedy w 1999 wydano album Live aus Berlin z zapisem DVD koncertu Rammstein w Berlinie, pojawiły się dwie jego wersje – ocenzurowana, bez „Bück dich”, i nieocenzurowana, zawierająca wykonanie tego utworu. Ta druga zyskała oznaczenie od 18 lat.
Fragment tekstu „Bück dich, dein Gesicht ist mir egal” to nawiązanie do podobnej kwestii z filmu Tokyo Decadence w reżyserii Ryū Murakami.

### Edycja Limitowana
W edycji limitowanej tego albumu jest jedenaście piosenek ze standardowej edycji, dodatkowo są trzy inne:
- „Rammstein (Eskimos & Egypt Radio Edit)” – 3:41
- „Du riechst so gut – 98” – 4:24
- „Du hast (Remix By Clawfinger)” – 5:24

#### Edycja Japońska
Zawiera 11 utworów ze standardowej edycji, dodatkowo zawiera dwa dodatkowe utwory:
- „Engel (English Version)” – 4:25
- „Du Hast (English Version)” – 3:56

#### Edycja Australijska
Zawiera 11 utworów ze standardowej edycji, dodatkowo zawiera:
„Stripped” – 4:44 (Płyta Pierwsza)
Oraz Zawiera dodatkową płytę CD:
1. Asche zu Asche (Album Version) – 3:51
2. Spiel mit mir (Live Version) – 5:22
3. Laichzeit (Live Version) – 5:14
4. Wollt ihr das Bett in Flammen sehen? (Live Version) – 5:52
5. Engel (Live Version) – 5:57
6. Asche zu Asche (Live Version) – 3:24

## Twórcy
- Till Lindemann – śpiew
- Richard Kruspe – gitara prowadząca, śpiew
- Paul Landers – gitara rytmiczna
- Oliver Riedel – gitara basowa
- Christoph Schneider – perkusja
- Christian Lorenz – keyboard
- Christiane Herbold – gościnnie śpiew w utworze „Engel”